# Livin' in Exile
Livin' in Exile è il terzo album in studio del gruppo hardcore punk statunitense Blood for Blood, pubblicato nel 1999.

## Tracce
Tutte le tracce sono di White Trash Rob, eccetto dove indicato.
1. No Tomorrow (Holdin' Court of the Eve of the Apocalypse) – 1:36
2. Cheap Wine – 2:08
3. Eulogy for a Dream – 2:27
4. Anywhere but Here (Maybe Someday) – 2:35
5. Nothing for You – 2:29
6. Livin' in Exile – 4:13
7. Still Fucked Up – 2:44
8. Ace of Spades (Lemmy Kilmister, Phil Taylor, Eddie Clarke) – 4:03

## Formazione
- White Trash Rob - chitarra, voce
- Buddha - voce
- McFarland - basso
- Mike Mahoney - batteria